# Albert Atterberg
Albert Mauritz Atterberg (19 de març 1846 - 4 d'abril 1916) fou un químic suec i científic agrícola que va crear els Límits d'Atterberg, als quals avui fan referència enginyers i geòlegs. A Suècia és igualment conegut per crear l'escala de mida de gra d'Atterberg que segueixen en ús.

## Estudis
Atterberg va rebre el seu doctorat en Química a la Universitat d'Uppsala l'any 1872 on es va establir com a conferenciant en Química analítica fins a 1877. Atterberg va recórrer Suècia i va viatjar a altres països per estudiar els desenvolupaments més recents en Química orgànica.

## Obra
Va ser qualificat cap principal de l'Estació Química i Institut de Control de la Llavor a Kalmar, publicant nombrosos documents sobre la recerca agrícola que tracta la classificació de varietats de roures i blat de moro entre 1891 i 1900.
A l'edat de cinquanta-quatre anys, mentre continuava la seva feina sobre química, Atterberg va enfocar els seus treballs en la classificació i plasticitat de terres, treballs pels quals és més recordat. Atterberg sembla que va ser el primer per suggerir el límit <0,002 mm com a classificació per partícules d'argila. Va trobar que la plasticitat era una característica particular d'argila i arran de les seves investigacions van arribar als límits de consistència que actualment segueixen portant el seu nom. Ell també va dirigir estudis dirigits a identificar els minerals específics que donen als sòls argilosos la seva naturalesa plàstica.
Els treballs d'Atterberg sobre la classificació del sòl va tenir el reconeixement formal de la International Society of Soil Sciency en una Conferència a Berlín l'any 1913. Dos anys més tard l'informe d'una Agència d'Estàndards dels EUA va declarar que el mètode d'Atterberg era "tan senzill com un es pogués haver-hi imaginat, i... Seria bo que esdevinguéssim familiars amb aquest mètode." L'Agència dels EUA de Química i Terres va adoptar el mètode l'any 1937.
La importància dels treballs d'Atterberg mai ha estat plenament entesa en el camp propi de ciència agrícola ni en altres temes que concernien les argiles, així com la ceràmica. La seva involucració en el camp de l'enginyeria geotècnica va ser deguda a Karl Terzaghi, qui va adonar-se de la seva importància en una etapa relativament primerenca de la seva recerca. L'ajudant de Terzaghi, Arthur Casagrande, va estandarditzar les proves en el seu document l'any 1932 i els procediments han estat seguits a tot el món sempre de llavors ençà.
Era oncle del músic compositor Kurt Atterberg.

### Reconeixements
- Knight (Cavaller) de l'Orde Vasa[3] l'any 1898
- Knight of Nordstjaman Order l'any 1911
- Membre de la Agricultural Academy l'any 1900